# Spencer (Nebraska)
Spencer es una villa ubicada en el condado de Boyd en el estado estadounidense de Nebraska. En el Censo de 2010 tenía una población de 455 habitantes y una densidad poblacional de 337,19 personas por km².

## Geografía
Spencer se encuentra ubicada en las coordenadas 42°52′29″N 98°42′1″O / 42.87472, -98.70028. Según la Oficina del Censo de los Estados Unidos, Spencer tiene una superficie total de 1.35 km², de la cual 1.35 km² corresponden a tierra firme y (0%) 0 km² es agua.

## Demografía
Según el censo de 2010, había 455 personas residiendo en Spencer. La densidad de población era de 337,19 hab./km². De los 455 habitantes, Spencer estaba compuesto por el 95.82% blancos, el 0.22% eran afroamericanos, el 1.1% eran amerindios, el 1.54% eran asiáticos, el 0% eran isleños del Pacífico, el 0.66% eran de otras razas y el 0.66% pertenecían a dos o más razas. Del total de la población el 2.86% eran hispanos o latinos de cualquier raza.